# Světlana Vujanovićová
Světlana Tobea Vujanovićová (černohorsky: Светлана Тобеа Вујановић, 18. dubna 1957 Podgorica, Jugoslávie) je černohorská právnička a od 22. května 2003 první dáma Černé Hory.

## Biografie

### Mládí a studium
Narodila se 18. dubna 1957 v Podgorice v Černé Hoře (tehdy v rámci SFRJ). Jejími rodiči byli Petr a Grazdana Rodovićové. Chodila na jednu z podgorických základních škol, poté studovala na gymnáziu Slobodana Škeroviće. Ve dvaceti letech odjela do Bělehradu, kde vystudovala práva a politologii na Bělehradské univerzitě. Získala zde titul doktor práv (JUDr.).

### Zaměstnání
V roce 1989 se přestěhovala zpět do Podgorice. Mezi lety 1989- 1993 pracovala jako právnička u Okresního soudu v Titogradu (od r. 1990 Pogorický okresní soud). V roce 1995 začala působit jako právnička u Černohorské soudní rady (nejvyšší soud Černé Hory) a v roce 1996 povýšila na soudkyni a členku představenstva.

### Manželství a politika

JUDr. Filip Vujanović, prezident Černé Hory a manžel Světlany Vujanovićové

Do politiky vstoupila 15. července 1980, když se v Cetinje vdala za Filipa Vujanoviće, černohorského ministra vnitra.
První dámou Černé Hory se Světlana Vujanovićová stala 11. května 2003, kdy její manžel Filip vyhrál prezidentské volby. Do roku 2006 to byla první dáma Černé Hory v rámci SRJ. Roku 2006 se soustátí rozpadlo a Světlana Vujanović se tak stala historicky 1. první dámou nezávislé Černohorské republiky.
Prezidentský pár má své oficiální sídlo v prezidentském paláci v Cetinje. Manželé mají tři děti:
- dceru Taťánu (* 1983)
- dceru Ninu (* 1988)
- syna Danila (* 1994)

Na rozdíl od předchozího prezidenta Mila Đukanoviće a jeho ženy Lidiji odmítá Vujanović chodit s ochrankou. Prezidentský pár je tedy možno potkat samotné běžně na podgorických ulicích a jinde.
První dáma hovoří plynně anglicky, italsky a rusky. Dále ovládá středně srbský a francouzský jazyk.